# やりすぎ未来計画
『やりすぎ未来計画』（やりすぎみらいけいかく）は、日本テレビで放送されているバラエティ番組である。

## 出演者
MC
- 霜降り明星（せいや・粗品）
- 指原莉乃

## 放送リスト
| 放送回数 | 放送日                  | 時間          | ゲスト | 備考                                               | 視聴率 |
| -------- | ----------------------- | ------------- | ------ | -------------------------------------------------- | ------ |
| 1        | 2019年11月3日（日曜日） | 13:15 - 14:15 |        | サンバリュ枠。タイトルは「やりすぎ地球防衛軍」     |        |
| 2        | 2020年4月13日（月曜日） | 23:59 - 0:54  |        | プラチナイト枠9月27日13:15 - 14:15に再放送される。 |        |

## スタッフ
第2回放送分
- 企画・演出：有田駿介
- ナレーション：安西稟
- 構成：飯塚大悟、安部裕之、坂本龍二
- TM：佐藤勝義
- CAM：磯野伸吾、小野寺康敏
- AUD：植松一哉、山田裕登
- 美術：葛西剛太
- タイトル・CG：藤井真吾
- 編集：松沢章
- MA：中野由梨
- 音効：岡田淳一
- 撮影協力：TOYO TOKYO
- 衣装協力：IRIS 47
- リサーチ：今井紳介（フォーミュレーション）
- TK：竹倉祐子
- デスク：当田駒子
- AP：松林友望子
- 演出補：吉田明希、細谷優帆、石岡裕將、熊元春香
- ディレクター：藤原将人、大矢啓太、日比野大輔
- 演出：大場剛
- プロデューサー：小林拓弘、川島道子
- チーフプロデューサー：横田崇
- 制作協力：極東電視台
- 製作著作：日本テレビ